# STS-61-A
La STS-61-A fue la misión del transbordador espacial número 22. Fue una misión científica para el Spacelab equipada por Alemania, por consiguiente el nombre de la carga útil fue D-1 (Deutschland 1). Fue además la última misión exitosa del Transbordador espacial Challenger. La misión STS-61-A conserva el récord de la tripulación más grande, ocho personas, a bordo de una nave espacial durante todo el vuelo, desde el lanzamiento hasta el aterrizaje.

## Tripulación
Los números entre paréntesis indican el número de vuelos realizados por cada miembro incluyendo esta misión.
- Henry W. Hartsfield (3) - Comandante
- Steven R. Nagel (2) - Piloto
- Bonnie J. Dunbar (1) - Especialista de la misión
- James F. Buchli (2) - Especialista de la misión
- Guion S. Bluford (2) - Especialista de la misión
- Reinhard Furrer (1) -  Especialista de la carga -  DLR
- Ernst Messerschmid (1) - Especialista de la carga -  DLR
- Wubbo Ockels (1) - Especialista de la carga -  ESA

### Tripulación de reserva
- Ulf Merbold - Especialista de la carga -  ESA

## Mission parameters
- Masa:
  - del Orbitador al despegue:  110.568 kg
  - del Orbitador al aterrizar:  97.144 kg
  - de la carga útil:   14.451 kg
- Perigeo: 319 km
- Apogeo: 331 km
- Inclinación: 57,0°
- Periodo: 91,0 min